# Bob Geldof
Sir Bob Geldof (Robert Frederick Zenon Geldof) (Dún Laoghaire, Dublin megye, Írország, 1951. október 5. –) ír énekes, zeneszerző, színész, politikai aktivista.

## Élete
Robert és Evelyn Geldof gyermekeként született Dún Laoghaire-ben. Apai nagyapja, Zenon Geldof, belga bevándorló volt. Az édesanyját hétévesen elveszítette, az utazó ügynök édesapja mindig úton volt. Nővérei, Lynn és Cleo diákok voltak, nem tudtak a testvérükről gondoskodni. A Blackrock College-ban folytatott tanulmányainak befejezése után Kanadába ment, ahol mindenféle kisebb munkát vállalt, végül egy zenei lapnál újságíró.

## Pályafutása
Hazatérérése után Geldof Dublinban megalapította a Nightlife Thugs nevű együttest, amelyet a zenészek később The Boomtown Ratsre neveztek át.  A zenekar első sikerszáma a Rat Trap volt (1978), ezt követte az I don't like Mondays.
A zenélés mellett elvállalta az eredetileg Roger Watersnek felajánlott főszerepet a Pink Floyd: A fal című filmmusicalben, a második világháborúban félárván maradt, és védekezésképpen maga körül falat építő Pink szerepét.
Egy alkalommal a BBC-ben sugárzott, etióp éhezőkről készült riport hatására megírta a Do they know it's Christmas? című dalt, majd a saját zenekara és a rock élvonalának együttesei részvételével megszervezte az 1985. július 13-án tartott Live Aid szuperkoncertet, amelynek a célja az etióp éhezők megsegítése volt.
A koncert után Geldofot Nobel-békedíjra javasolták, amit nem kapott meg; II. Erzsébet azonban lovaggá ütötte.

## Szerepei
- Pink Floyd: A fal (1982)
- Spice World (1997)
- Zsémbes öregurak (2003)
- Bad Girl (2012)

## Diszkográfia

### Szólóalbumok
- Sex, Age & Death (2001)
- The Happy Club (1992)
- The Vegetarians of Love (1990)
- Deep In the Heart of Nowhere (1986)
- Bob Geldof Solo & The Boomtown Rats
- Loudmouth: The Best of..(1994)

### Boomtown Rats
- The Best of The Boomtown Rats (2003)
- In the Long Grass (1984)
- V Deep (1982)
- Mondo Bongo (1980)
- The Fine Art of Surfacing (1979)
- Tonic for the Troops (1978)
- The Boomtown Rats (1977)

## Fordítás
- Ez a szócikk részben vagy egészben  a   Bob Geldof című angol Wikipédia-szócikk fordításán alapul.  Az eredeti cikk szerkesztőit annak laptörténete sorolja fel. Ez a jelzés csupán a megfogalmazás eredetét és a szerzői jogokat jelzi, nem szolgál a cikkben szereplő információk forrásmegjelöléseként.